# Pizay

Pizay este o comună în departamentul Ain din estul Franței.